# ALL TIME BEST (玉置浩二のアルバム)
『ALL TIME BEST』（オール・タイム・ベスト）は、日本のシンガーソングライターである玉置浩二の8作目のベスト・アルバム。
2017年5月31日にソニー・ミュージックダイレクトのGT musicレーベルからリリースされた。ベスト・アルバムとしては前作『GOLDEN☆BEST 玉置浩二 1993-2007』（2011年）からおよそ6年振りにリリースされた作品であり、玉置のソロ・デビュー30周年を記念したキャリア初のオールタイム・ベストとなっている。
デビュー・シングル「All I Do」（1987年）から25枚目のシングル「サーチライト」（2013年）に至るまでの全シングル25曲が異なるレコード・レーベルの楽曲を含めて収録されている。安全地帯のベスト・アルバム『ALL TIME BEST』との同時リリースとなっている。
24枚目のシングル「純情」（2013年）は本作にてアルバム初収録となった。本作はオリコンアルバムチャートにおいて最高位第11位となった。

## リリース、チャート成績
本作リリースの告知は2017年2月24日以降にWeb媒体にて行われ、同時に安全地帯のベスト・アルバム『ALL TIME BEST』のリリース告知も行われた。
同年5月31日にソニー・ミュージックダイレクトのGT musicレーベルからBlu-spec CD2にてリリースされ、初回生産分のみ三方背スリーブケース仕様となっていた。本作はオリコンアルバムチャートにおいて最高位第11位で登場週数は75回となった。

## 収録曲
| #         | タイトル       | 作詞               | 作曲             | 編曲               | 時間  |
| --------- | -------------- | ------------------ | ---------------- | ------------------ | ----- |
| 1.        | 「All I Do」   | 松井五郎           | 玉置浩二         | クリス・キャメロン | 3:13  |
| 2.        | 「キ・ツ・イ」 | 松井“お月様”五郎   | 玉置“流れ星”浩二 |                    | 3:20  |
| 3.        | 「氷点」       | 並河祥太           | 玉置浩二         | 星勝               | 2:46  |
| 4.        | 「I'm Dandy」  | 松井“お月様”五郎   | 玉置“流れ星”浩二 |                    | 3:59  |
| 5.        | 「行かないで」 | 松井五郎           | 玉置浩二         | 星勝               | 6:23  |
| 6.        | 「コール」     | 須藤晃             | 玉置浩二         | 玉置浩二、星勝     | 5:37  |
| 7.        | 「元気な町」   | 玉置浩二           | 玉置浩二         | 玉置浩二           | 5:09  |
| 8.        | 「LOVE SONG」  | 玉置浩二、田村コウ | 玉置浩二         | 玉置浩二、星勝     | 5:41  |
| 9.        | 「STAR」       | 玉置浩二、田村コウ | 玉置浩二         | 玉置浩二           | 4:12  |
| 10.       | 「メロディー」 | 玉置浩二           | 玉置浩二         | 玉置浩二           | 4:35  |
| 11.       | 「田園」       | 玉置浩二、須藤晃   | 玉置浩二         | 玉置浩二、藤井丈司 | 3:39  |
| 12.       | 「MR.LONELY」  | 玉置浩二           | 玉置浩二         | 玉置浩二           | 5:17  |
| 合計時間: | 合計時間:      | 合計時間:          | 合計時間:        | 合計時間:          | 53:51 |

| #         | タイトル                           | 作詞                           | 作曲      | 編曲                                                 | 時間  |
| --------- | ---------------------------------- | ------------------------------ | --------- | ---------------------------------------------------- | ----- |
| 1.        | 「ルーキー」                       | 玉置浩二                       | 玉置浩二  | 玉置浩二                                             | 3:06  |
| 2.        | 「HAPPY BIRTHDAY〜愛が生まれた〜」 | 玉置浩二                       | 玉置浩二  | 玉置浩二                                             | 4:41  |
| 3.        | 「虹色だった」                     | 玉置浩二、須藤晃               | 玉置浩二  | 玉置浩二                                             | 4:07  |
| 4.        | 「aibo」                           | 玉置浩二                       | 玉置浩二  | 玉置浩二                                             | 3:52  |
| 5.        | 「このリズムで」                   | 玉置浩二                       | 玉置浩二  | 玉置浩二、矢萩渉、安藤さと子                         | 3:33  |
| 6.        | 「しあわせのランプ」               | 玉置浩二、須藤晃               | 玉置浩二  | 玉置浩二                                             | 3:58  |
| 7.        | 「愛されたいだけさ」               | 松井五郎                       | 玉置浩二  | 玉置浩二、安藤さと子／ホーン・アレンジ: 青木タイセイ | 4:35  |
| 8.        | 「いつもどこかで」                 | 玉置浩二、安藤さと子、松井五郎 | 玉置浩二  |                                                      | 4:22  |
| 9.        | 「プレゼント」                     | 松井五郎                       | 玉置浩二  |                                                      | 4:19  |
| 10.       | 「Lion」                           | 松井五郎                       | 玉置浩二  |                                                      | 4:11  |
| 11.       | 「惑星」                           | 松井五郎                       | 玉置浩二  |                                                      | 3:47  |
| 12.       | 「純情」                           | 須藤晃                         | 玉置浩二  | トオミヨウ                                           | 5:46  |
| 13.       | 「サーチライト」                   | 玉置浩二、須藤晃               | 玉置浩二  | トオミヨウ                                           | 4:46  |
| 合計時間: | 合計時間:                          | 合計時間:                      | 合計時間: | 合計時間:                                            | 55:03 |

## スタッフ・クレジット

### 録音スタッフ
- 新田雄一 – サウンド・ディレクター
- 高松明治 – サウンド・エンジニア
- トム・コイン（英語版）（スターリング・サウンド） – マスタリング・エンジニア

### 美術スタッフ
- 冨貫功一 (ROOTS) – アート・ディレクション、デザイン
- 市純子（ソニー・ミュージックコミュニケーションズ） – クリエイティブ・コーディネーション

### 制作スタッフ
- 都築侑（ソニー・ミュージックマーケティングユナイテッド） – セールス・プロモーション
- 片山椋（ソニー・ミュージックマーケティングユナイテッド） – セールス・プロモーション
- 伊藤晃洋（ソニー・ミュージックマーケティングユナイテッド） – セールス・プロモーション
- 福田良昭（ソニー・ミュージックダイレクト） – A&R
- 伊藤京子（ソニー・ミュージックダイレクト） – A&R
- 須藤晃（カリントファクトリー） – アーティスト・マネージメント
- 玉置工子（グレート・デーン） – エグゼクティブ・プロデューサー
- 加納糾（ソニー・ミュージックダイレクト） – エグゼクティブ・プロデューサー
- 浅井有 (USM JAPAN) – スペシャル・サンクス
- 三上栄一 (USM JAPAN) – スペシャル・サンクス

## チャート
| チャート         | 最高順位 | 登場週数 | 売上数 | 出典  |
| ---------------- | -------- | -------- | ------ | ----- |
| 日本（オリコン） | 11位     | 75回     | -      | [ 1 ] |

## リリース日一覧
| No. | リリース日    | レーベル                       | 規格         | カタログ番号  | 備考                   | 出典        |
| --- | ------------- | ------------------------------ | ------------ | ------------- | ---------------------- | ----------- |
| 1   | 2017年5月31日 | SMDR／GT music                 | BSCD2        | MHCL-30450～1 |                        | [ 5 ] [ 6 ] |
| 2   | 2017年5月31日 | ソニー・ミュージックダイレクト | AAC-LC       | -             | デジタル・ダウンロード | [ 7 ]       |
| 3   | 2017年5月31日 | ソニー・ミュージックダイレクト | ロスレスFLAC | -             | デジタル・ダウンロード | [ 8 ]       |